# Den sorte Haand (film)
|  | For den militante bevægelse, stiftet i Kongeriget Serbien 1911, se Den sorte Hånd |
Den sorte Haand er en dansk stum kriminalfilm fra 1911. Filmen er en del af Nordisk Film Kompagnis filmserie om detektiven Sherlock Holmes og forbryderbanden "Den sorte Haand". Hovedrollen som Sherlock Holmes spilles af Otto Lagoni. Filmens instruktør er ukendt.
Filmen havde dansk premiere den 2. januar 1911 i Løvebiografen. Den blev i tysktalende lande distribueret som Der Schwarze Hand.

## Handling
Den velhavende rentier, hr. X, modtager et brev fra forbryderbanden "Den sorte Haand", der forlanger, at modtage et stort beløb - ellers vil banden slå ham ihjel. Forfærdet kontakter hr. X Sherlock Holmes for at hjælpe ham ud af kniben. Holmes råder hr. X til at give banden en konvolut med værdiløst papir for at se, hvad der sker. Kuverten samles op og Holmes bliver ledt til bandens hule. Nogle dage senere får Holmes at vide, at hr. X er blevet bortført. Holmes og han tjener forklæder sig som kinesere og går til forbrydernes hule, hvor de overfalder hulens vært, en kineser, for at få ham til at vise dem listen over hulens medlemmer. Midt i tumulten dukker banden op og tilfangetager Holmes og tjeneren, der føres ned i kælderen, hvor også hr. X holdes fanget. Banden forsøger at forgive de tre fanger, men Holmes aner uråd og det lykkes i stedet at overmande den kinesiske vært, der kommer med den forgiftede mad. De tre fanger flygter, men Holmes bliver fanget og bliver anbragt ved siden af en helvedesmaskine, men tjeneren formår at få ham fri igen. Holmes går til politiet og kan afsløre, at forbryderbandens leder er en politiassistent. Politiassistenten bliver arresteret og Den sorte Haand uskadeliggjort.

## Medvirkende
- Otto Lagoni, Sherlock Holmes
- Axel Boesen, En rig mand
- Ingeborg Rasmussen, Den rige mands kone
- Paul Welander, Skurken
- Holger Rasmussen
- Erik Crone, En dreng